# Korda János (táncművész)
Korda János (1939. október 9. –) táncművész USA, Nevada, Reno.

## Pályája
Tanulmányait budapesti II. Rákóczi Ferenc Gimnáziumban, az Állami Balettintézetben, és a Tánctanítók V. kerületi Munkaközösségében végezte. Tagja volt a Szegedi Nemzeti Színháznak, a Fővárosi Operettszínháznak, és a Petőfi Színháznak, valamint a Magyar Jégrevünek.
1967-óta külföldön, jelenleg az Egyesült Államokban él, ahol mint nyugdíjas művész, szabadidejében a szobrászatnak a zenének és a színház hobbijainak hódol.
Partnerével, Balogh Edinával fellépett a Magyar Televízióban, az Astoria Szállóban, a Moulin Rougeban (Budapest) és számos más magyar színpadon, valamint külföldön szólistaként: Deutsche Oper Berlin, Stadttheater (Sankt Gallen), Friedrichstadt Palast (Berlin), Lido (Párizs), Moulin Rouge (Párizs), MGM Grand (Reno)…

## Külső hivatkozások
- menwhodanced - Theatre, film & television appearances in Europe, Asia & USA include: